# Andrew Penny
Andrew Jonathan Penny (Kingston upon Hull, ...) è un direttore d'orchestra britannico.
Ha registrato un ciclo completo delle sinfonie di Malcolm Arnold nel 2001, e si dedica in generale principalmente alla musica classica britannica.
Entra al Royal Northern College of Music di Manchester nel 1971 per studiare il clarinetto. Si diploma e poi si specializza con Sir Charles Groves.
Svolge il ruolo di direttore principale dell'Orchestra Filarmonica di Hull sin dal 1982. Nel novembre del 1999 ha diretto due esecuzioni della Sinfonia n. 8 del compositore austriaco Gustav Mahler, la cosiddetta "Sinfonia dei Mille", per celebrare l'arrivo del nuovo millennio.
Nel 2010 ha registrato una raccolta delle Shakespeare Overtures del compositore fiorentino Mario Castelnuovo-Tedesco.
Nel 2014 è stato insignito dell'onorificenza di Membro dell'Ordine dell'Impero Britannico (MBE).